# Сор (озеро, Фёдоровский район)
Сор (каз. Сор) — озеро в Фёдоровском районе Костанайской области Казахстана. Находится в 19 км к югу от посёлка Костычевка.
По данным топографической съёмки 1944 года, площадь поверхности озера составляет 1,24 км². Наибольшая длина озера — 1,6 км, наибольшая ширина — 1,1 км. Длина береговой линии составляет 4,2 км, развитие береговой линии — 1,06. Озеро расположено на высоте 204,1 м над уровнем моря.